# Viola hymettia
Viola hymettia là một loài thực vật có hoa trong họ Hoa tím. Loài này được Boiss. & Heldr. miêu tả khoa học đầu tiên năm 1854.